# جوئل گلیزر
جوئل گلیزر (به انگلیسی: Joel Glazer) یکی از اعضای خانواده گلیزرهاست که کنترل شرکت‌های فرست آلاید کورپوریشن، زاپاتا کورپوریشن و تمپابی بوکانیرز را بر عهده دارند. هم‌چنین آن‌ها از سهام‌داران لیگ ملی فوتبال آمریکا و صاحب باشگاه فوتبال منچستر یونایتد می‌باشند. این خانواده در فلوریدا زندگی می‌کنند.
جوئل از دانشگاه امریکن واقع در واشینگتن دی‌سی مدرک گرفته‌است و در حال حاضر در کنار برادرش آورام، مدیرعامل باشگاه منچستر یونایتد می‌باشد. جوئل و آوارم توسط پدرشان مالکوم گلیزر به این سمت منصوب شده‌اند.